# Inrō
Les inrō (印籠), littéralement « panier (籠, rō) de cachets (印, in) », sont de petites boîtes originaires du Japon à vocation utilitaire.
Les inrō font partie des objets appelés sagemono (« objets pendants ») et sont portés uniquement par les hommes. Les kimonos n'ayant pas de poche, on les accroche à la ceinture du kimono (appelée obi) par une cordelette, pour y ranger différentes choses. Cette cordelette est glissée entre la ceinture et le vêtement. Afin qu'elle ne tombe pas, un taquet, généralement un netsuke, bloque celle-ci au bord supérieur de l'obi (voir dessin ci-dessous).

## Historique
Bien qu'il soit admis aujourd'hui que ces objets sont venus de Chine, où la pratique de suspendre des objets était courante, certains s'interrogent sur la possibilité d'une apparition antérieure en Europe. Quoi qu'il en soit, cet accessoire est d'usage courant au Japon dès la période Temmon (1532-1554). L'inrō était décoré d'une simple couche de laque uniformément noire à la période Tensho (1573-1591). Ce n'est que bien plus tardivement que s'est développé un style de décoration propre au Japon. Il faisait office de poche pour le kimono et servait, à l'origine, à transporter avec soi le ou les sceaux à cacheter ainsi que la cire vermillon, des médicaments, voire de la drogue.
Lors de la période Meiji (1868-1912), les Japonais adoptent le costume occidental avec des poches, ce qui a pour conséquence de voir l'utilisation de l'inrō décroître. Néanmoins, sa production se perpétua et, de nos jours encore, il arrive parfois de voir certains Japonais arborer cet objet traditionnel lors de grandes occasions.

## Aspect
Ils sont formés de compartiments s'emboitant les uns sur les autres. Le nombre de compartiments peut varier de 1 à 7, plus le couvercle. Les différents composants sont réunis entre eux par une cordelette. Cette dernière coulisse dans des canaux (himotoshi) situés de part et d'autre de chaque compartiment. La cordelette est maintenue tendue par un « clip » (ojime) pour fixer les compartiments entre eux. Lorsque le compartiment est unique, on les appelle des tonkotsu.
Les inrō sont généralement réalisés en bois de paulownia, en bambou ou tressés à partir de lanières de bambou. Ils sont en cuir pour les blagues à tabac et sont alors accompagnés d'un étui renfermant la pipe. Ils sont agrémentés d'une multitude de décors sculptés, en laque ou recouverts d'écaille de tortue. Les plus beaux sont gainés dans un étui généralement lui-même recouvert de laque unie. Une découpe sur une de ses faces (parfois sur les deux) permet d'apercevoir une partie du décor de l'inrō. Cet étui sert de protection à l'inrō qu'il renferme. En effet, plusieurs inrō sont parfois appendus à la ceinture de leur propriétaire et peuvent s'entrechoquer. Or, un éclat sur la laque est difficilement réparable et se voit toujours.

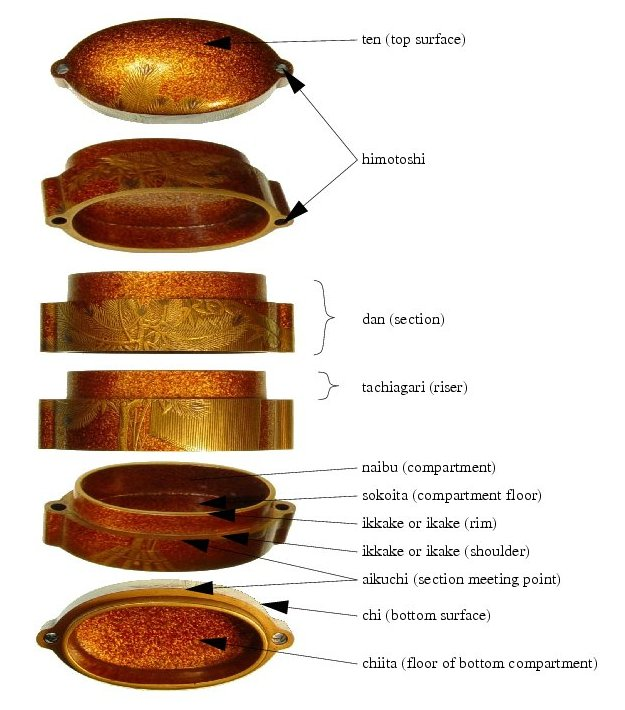
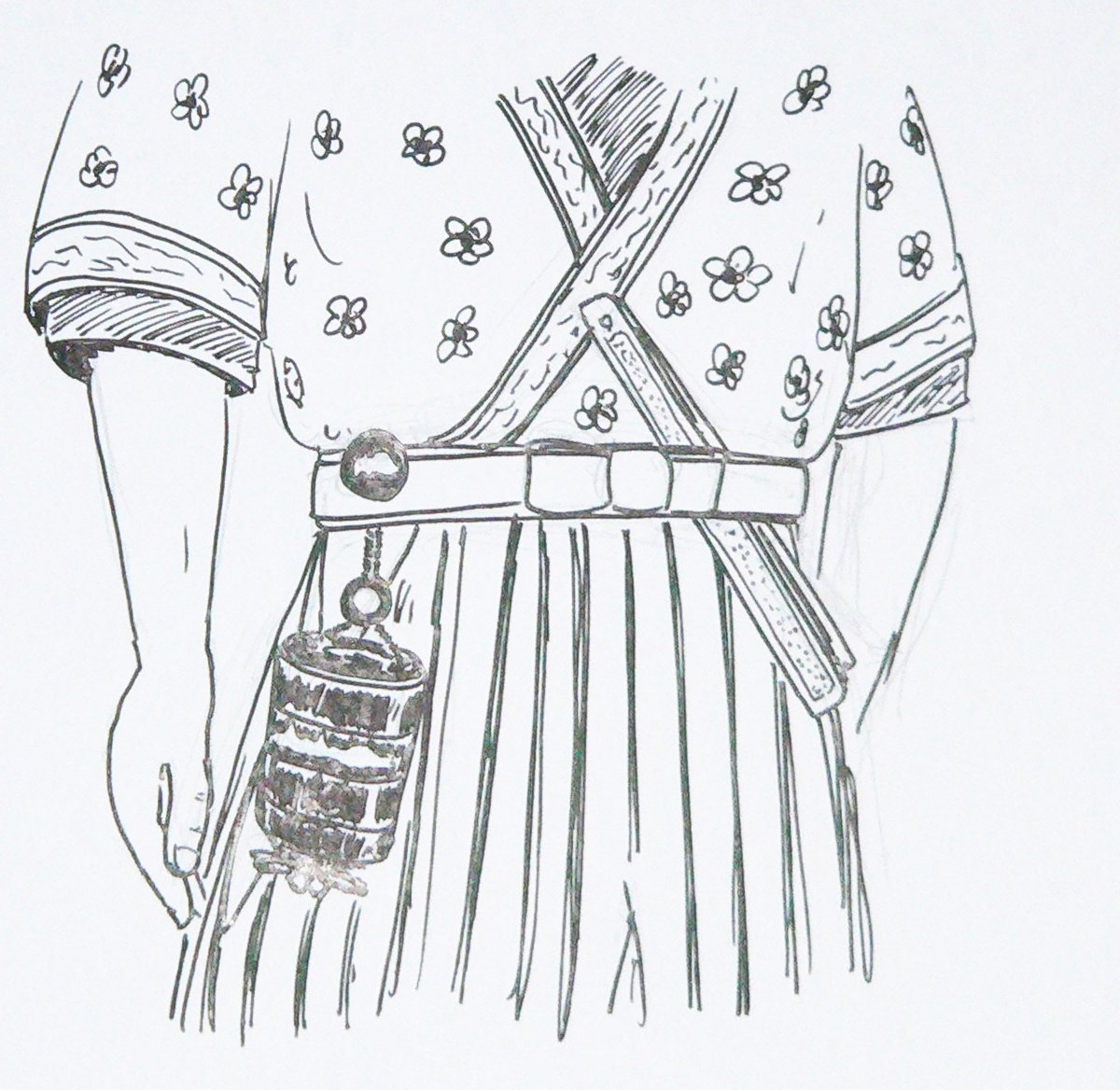
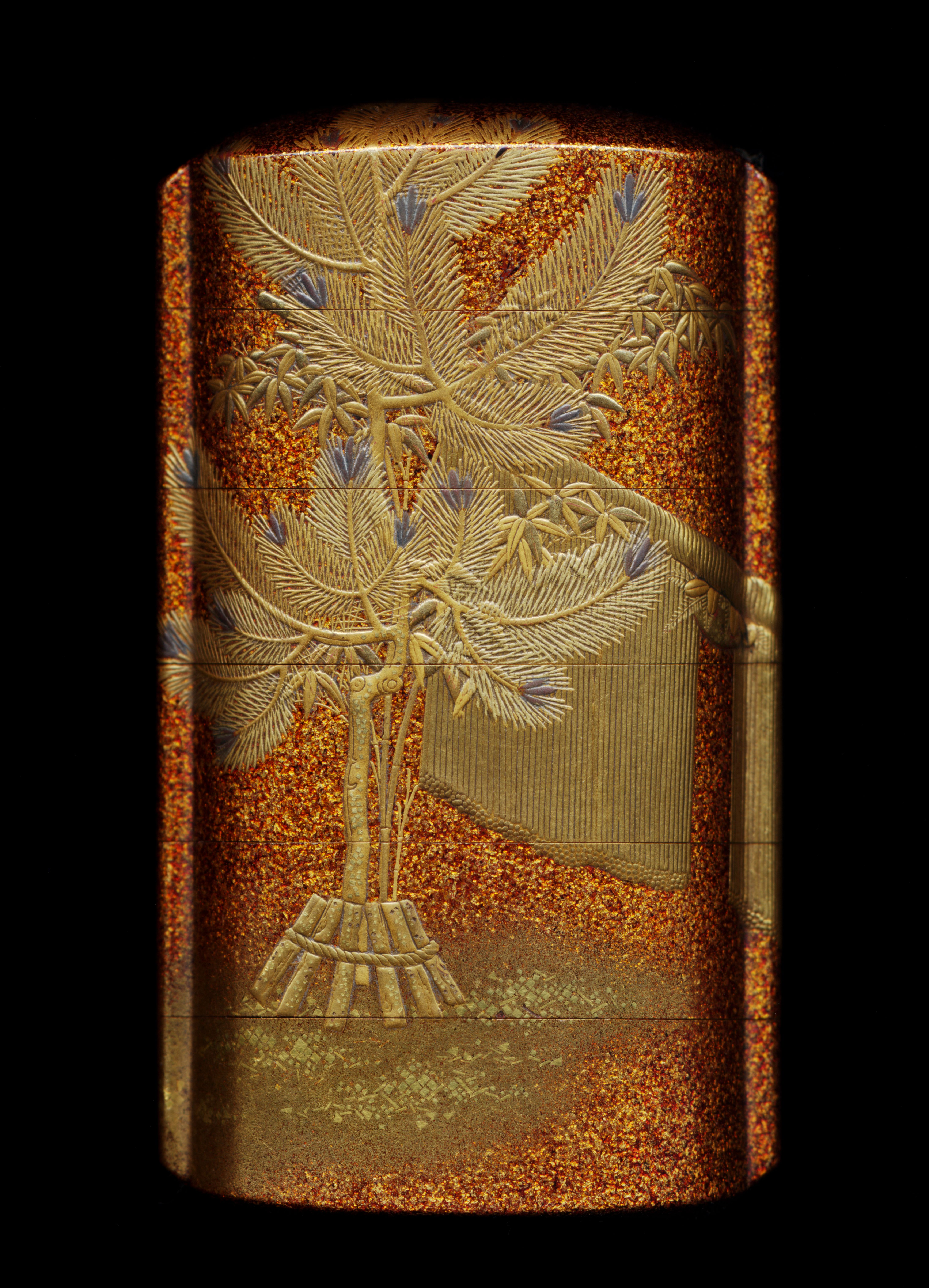
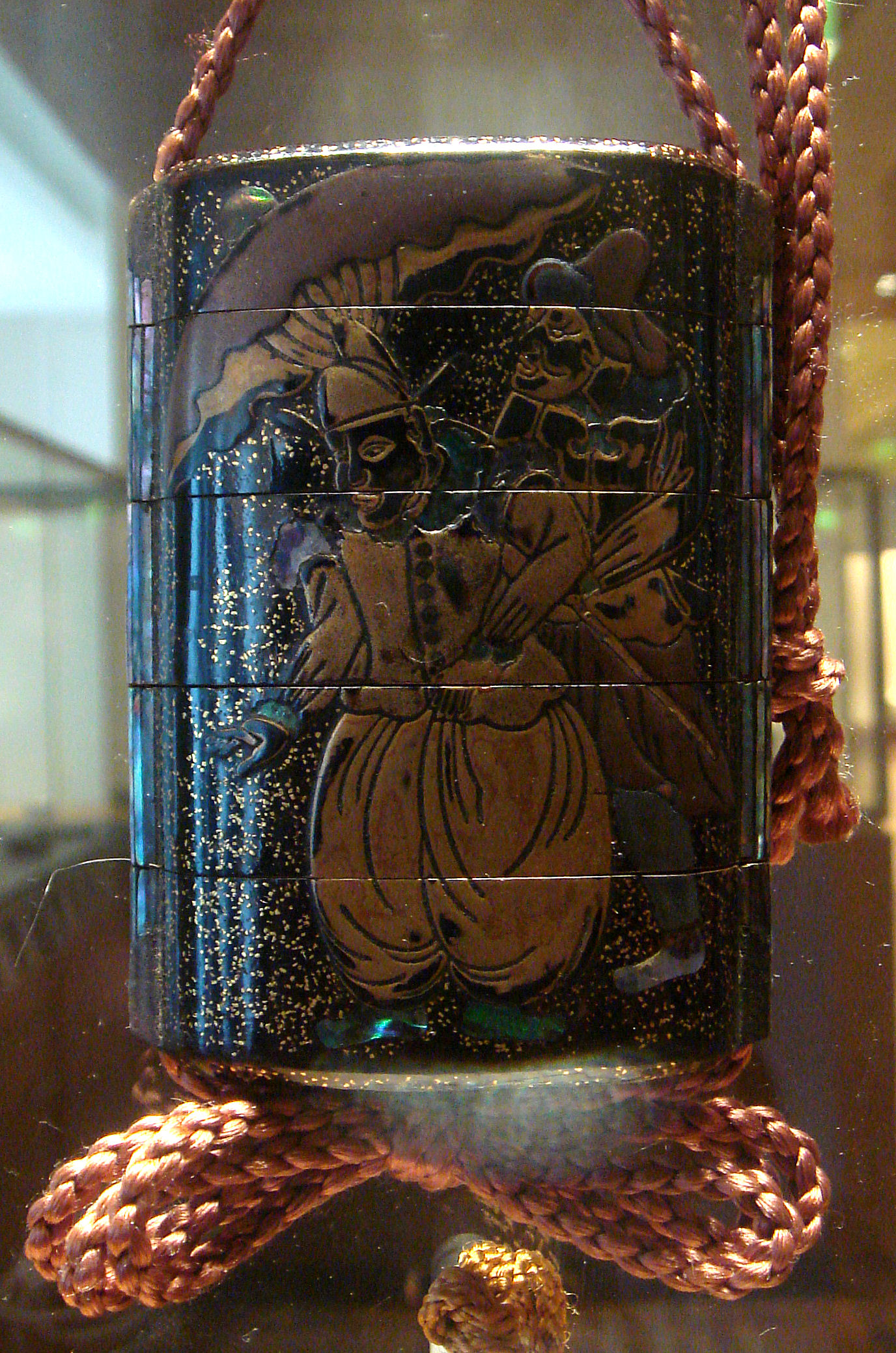
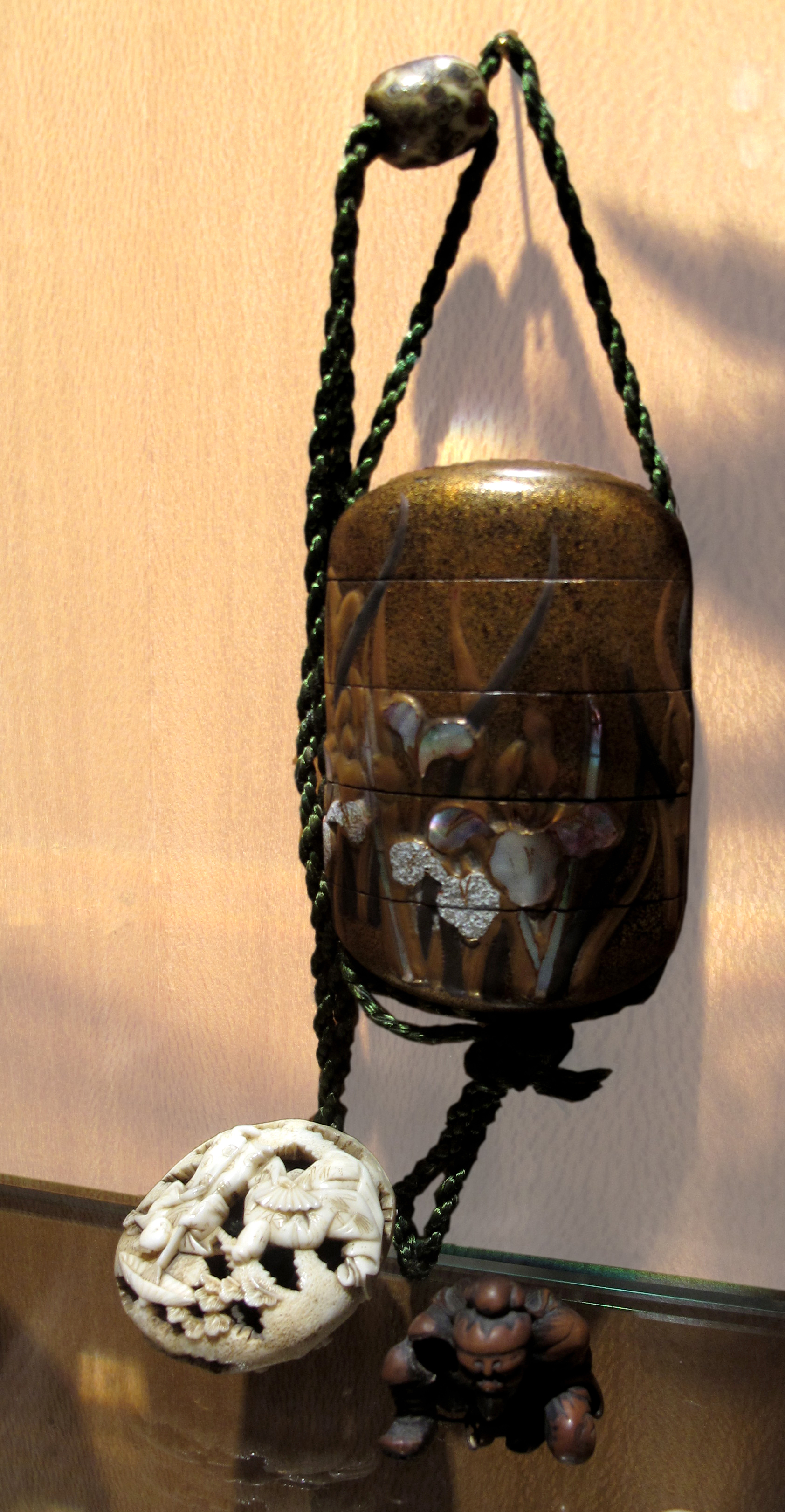
Inrō et son netsuke. Inrō : bois laqué, pailleté d'or, incrustations de nacre. Netsuke : ivoire. Japon, fin de la période Edo, musée Georges Labit.

Deux familles d'artistes laqueurs d'Edo produisirent, entre le XVIIe et le XIXe siècle, les pièces les plus remarquables : les descendants de Kajikawa Hikobei (et de son fils Kyūjirō) et ceux de Koma Kyui (et de son fils Kitoe).
À noter cependant que les inrō sont rarement signés.
Aujourd'hui, les inrō sont devenus de précieux et coûteux objets de collection. Ainsi, un inrō à 5 compartiments du maître Mochizuki Hanzan (1743-1790) a été adjugé 63 000 USD chez Sotheby's en mars 1998. Un autre, datant du XIXe siècle, fut acheté au prix record de 71 500 USD le 8 décembre 1988, également chez Sotheby's.

## Fabrication
L'artiste commence par sculpter les différents éléments dans du bambou ou autres bois tendres qu'il amincit ensuite par ponçage. À ce stade, l'âme en bois, bien régulière et lisse, ne mesure pas plus d'un à deux millimètres d'épaisseur. Le maki-e-shi confectionne des petits tubes en papier qui seront les futurs himotoshi dans lesquels coulissera la cordelette. Il colle ces tubes sur les éléments en bois à l'aide d'un peu de laque. Il peut alors entreprendre le travail de laquage proprement dit.
Les techniques de laquage à base de laque naturelle sont les seules concernées pour ce qui est des inrō et à l'exclusion des peintures glycérophtaliques.